# Circus Universal Renz

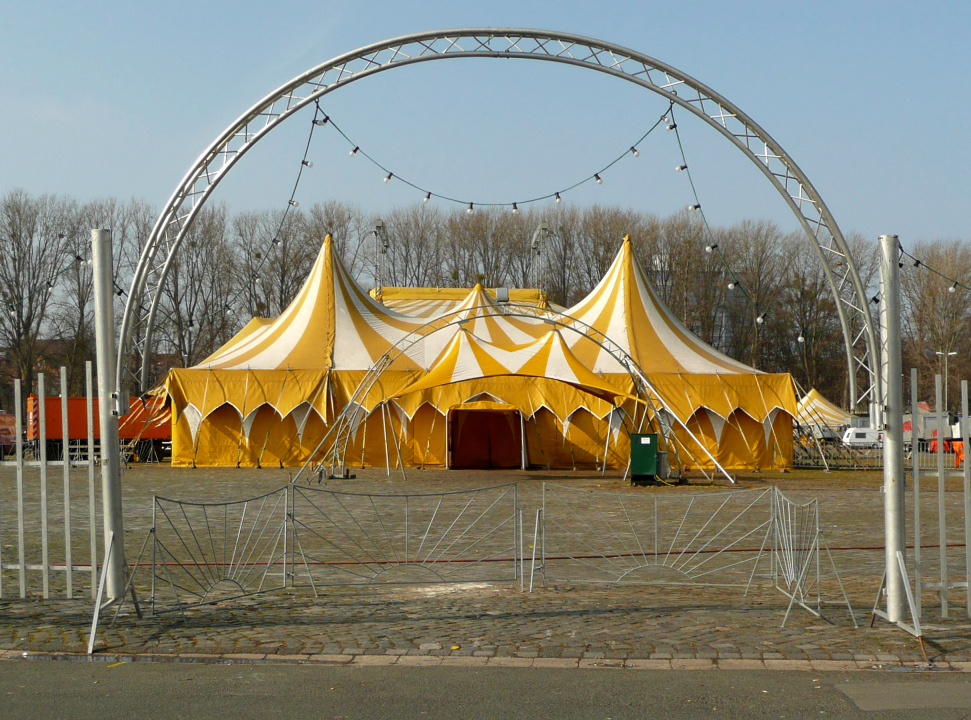
Eingang des Circus Universal Renz

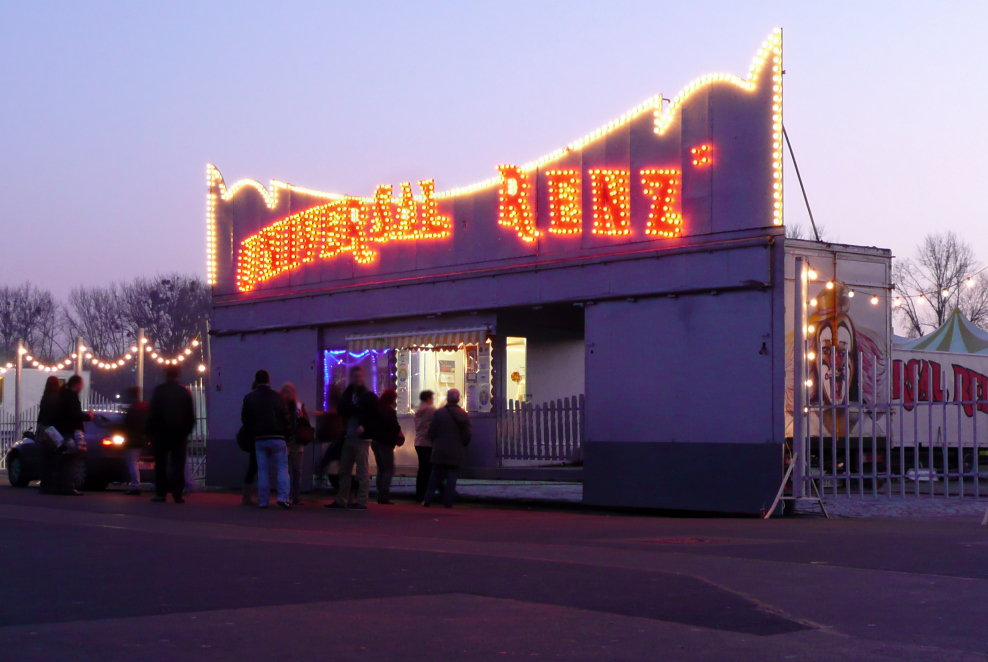
Kassenwagen

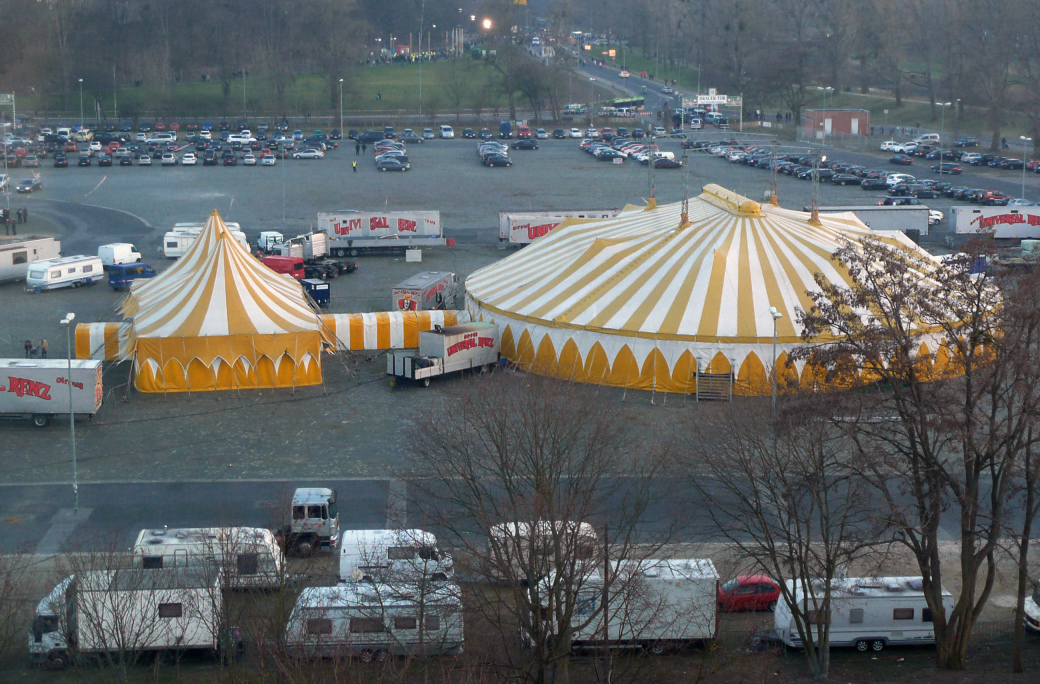
Der Zirkus auf dem Schützenplatz Hannover

Circus Universal Renz war ein Zirkus der „Circus Renz“-Familie. Er gehörte zu den größten und ältesten deutschen Zirkusunternehmen und wurde seit seiner Neugründung von 2001 bis 2013 von Daniel und Patricia Renz geleitet. Dieser Zirkus war im hessischen Friedberg beheimatet und nannte sich selbst „Der Circus mit den meisten exotischen Tieren“. Insgesamt wurden knapp 70 zirkuseigene Tiere mitgeführt, darunter Tiger, Kamele, Pferde, Lamas und Elefanten.
Die Tiger-Dressur war viele Jahre lang die Eröffnungsnummer der Circus Universal Renz-Programme und wurde vom Direktor Daniel Renz präsentiert. 2012 wurde die Gruppe aufgelöst.
2013 meldete das Unternehmen Insolvenz an.

## Kritik an Tierhaltung
Der Umgang mit den Tieren und deren Haltung beim Circus Universal Renz wurde kritisiert. Bei der Haltung und im Umgang mit Tieren sind eine Vielzahl von Verstößen gegen das Tierschutzgesetz dokumentiert. 
Bereits im Juli 1994 beschlagnahmten Mitarbeiter des Naturschutzamtes Kiel einen Orang-Utan und ein Nilkrokodil, für die es keine gültigen Artenschutz-Papiere gab und deren Haltung als nicht artgerecht eingestuft wurde. Renz erhielt einen Bußgeldbescheid über 500 DM. Im Dezember 2010 wurde ein Bußgeldbescheid der Kreisverwaltung Kleve gegen den Circus Universal Renz rechtskräftig. Der Verein Elefanten-Schutz-Europa e.V. hatte im Februar 2008 dokumentiert, dass Elefanten, Bären und Pferde keinen bzw. zu geringen Auslauf erhielten.
Im Juni 2011 wurden die Braunbären vom Circus Universal Renz mit Unterstützung des Veterinäramt Friedberg in einen Bärenpark im Schwarzwald überführt. Zirkusdirektor Daniel Renz hatte keine Erlaubnis mehr zur Bärenhaltung nach §11 Tierschutzgesetz, nachdem ein Bär nach einem Ausbruch 2009 in Kassel von der Polizei erschossen wurde.
Am 15. Februar 2012 starb die Elefantendame "Maya" bei Universal Renz. Maya litt an einer Nagelbettentzündung, einer Wunde am Kopf sowie Hautproblemen. Einige Monate später starb Elefantendame "Saida".